# Elodina signata
Elodina signata is een vlindersoort uit de familie van de Pieridae (witjes), onderfamilie Pierinae.
Elodina signata werd in 1867 beschreven door Wallace.